# تقسيم تفصيلي للعمل
التقسيم التفصيلي للعمل، هو أحد جانبي تقسيم العمل، حيث يتم توزيع العلم المطلوب لمنتج ما بين العديد من الأشخاص، حيث يقوم كل منهم بإنتاج جزء من المنتج النهائي. وبالتالي، بدلاً من قيام كل عامل بتصنيع المنتج قطعة بقطعة، يتخصص كل عامل في إنتاج قطعة واحدة من المنتج، ويتم تجميع كل القطع التي ينتجها كل العاملين معًا لتكوين المنتج النهائي. ومن شأن ذلك تحسين الإنتاجية من خلال زيادة «مهارة العامل فيما يتعلق بتنفيذ عملية بسيطة بشكل متكرر» و«توفير الوقت الذي يتم غالبًا فقده في الانتقال من عمل إلى آخر». ومن أشهر الأمثلة على ذلك خط التجميع الذي وضعه هنري فورد. إن السبب وراء تحقيق شركة Ford Motor Company نجاحًا كبيرًا للغاية في بدايات القرن العشرين هو أن هنري فورد كان أول من أتقن خطوط التجميع، التي تستخدم التقسيم التفصيلي للعمل. ويمكن النظر إلى التقسيم التفصيلي للعمل في نطاق أوسع عندما تعمل شركات متعددة معًا، حيث تقوم كل منها بعمل [أجزاء متبادلة لتصنيع المنتج النهائي.
ويحقق التقسيم التفصيلي للعمل أرباحًا ضخمة للشركات الرأسمالية، إلا أنه يمكن ألا يكون مفيدًا للعمال. «فالوظائف التي تنتج عنه تسبب توقف في نشاط العقل وتقلل من التنوع والمبادرات البشرية والتفكير البشري وأي نوع من المهارات.» ويمكن أن يدفع ذلك العمال إلى حد الجنون، بالإضافة إلى التقليل من أهمية وظيفة العامل، حيث تصبح الأعمال التي يقومون بها لا تحتاج إلى أي مهارات. ويمنح ذلك المزيد من القوة للمديرين، لأنه يمكنهم إعطاء الوظائف إلى أي شخص يمكن أن يقوم بعملها مقابل ثمن أقل، مع الحفاظ على نفس مستوى الإنتاج. وتسهل هذه القدرة على الاستفادة من العمال على الاقتصاديين انتقاد الرأسمالية، لأن العمال يصبحون مجرد «عامل من عوامل الإنتاج.»

## وصلات خارجية
- Harry Braverman and the Working Class نسخة محفوظة 17 مايو 2018 على موقع واي باك مشين. from Roger State University